# Дањи
Дањи (фр. Dagny) је насељено место у Француској у региону Париски регион, у департману Сена и Марна.
По подацима из 2011. године у општини је живело 337 становника, а густина насељености је износила 42,71 становника/km².

## Демографија
| 1962. | 1968. | 1975. | 1982. | 1990. | 2011. |
| ----- | ----- | ----- | ----- | ----- | ----- |
| 211   | 179   | 200   | 229   | 272   | 337   |